# Anton Dominikus von Wolkenstein-Trostburg
Anton Dominikus von Wolkenstein-Trostburg (getauft am 29. Januar 1662 in Trient; † 5. April 1730) war von 1726 bis 1730 Fürstbischof von Trient.

## Leben

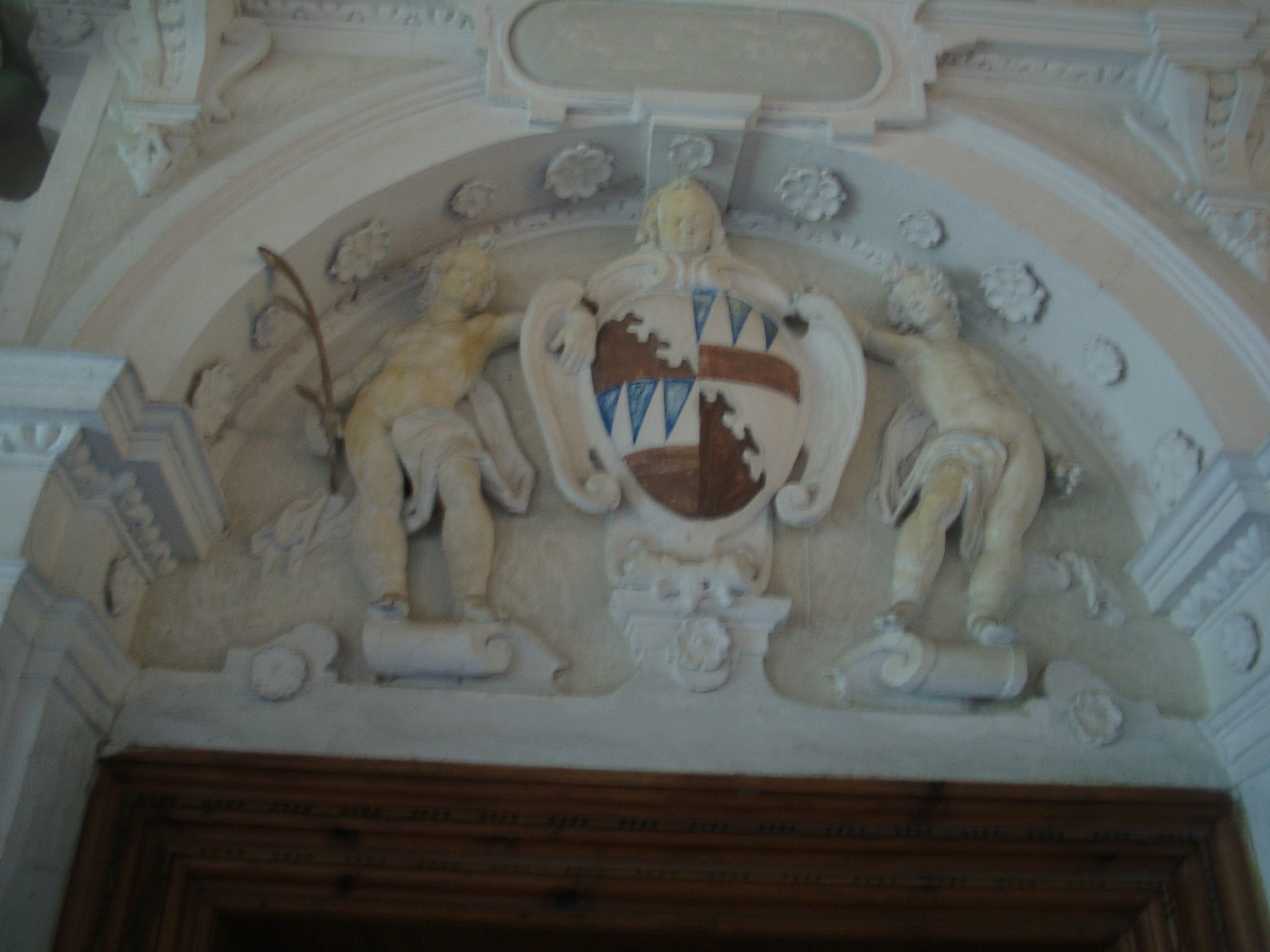
Wappen des Geschlechtes von Wolkenstein-Trostburg

Anton von Wolkenstein-Trostburg wurde 1662 in Trient als Sohn von Gaudenz Fortunat von Wolkenstein-Trostburg und Margarethe von Altemps geboren. Das Geschlecht Wolkenstein-Trostburg, eine Seitenlinie der Herren von Vilanders, ist seit dem 12. Jahrhundert als Ministeriale der Trienter Fürstbischöfe bezeugt, die Erhebung in den Freiherrenstand erfolgte 1476, die in den Grafenstand 1630.
Anton Dominikus studierte in Ingolstadt und Padua, wo er 1699 zum Dr. iur. utr. promoviert wurde. Er wurde 1679 Domkapitular in Trient, 1686 zum Priester geweiht und 1699 Scholastikus in Trient.
Johann Benedikt Gentilotti verstarb nur wenige Tage nach seiner Wahl zum Bischof von Trient. Das Domkapitel wählte am 26. Januar 1726 Wolkenstein-Trostburg zu seinem Nachfolger. Die päpstliche Bestätigung erfolgte am 8. April 1726, die Inbesitznahme der Diözese am 25. April, die Bischofsweihe am 2. Juni 1726.
Anton Dominikus visitierte die Judikarien und das Vallagarina. Er erlaubte dem Orden der Ursulinen, sich in Trient niederzulassen. Die Regierung des Hochstifts überließ Anton Dominikus seinem Bruder Kaspar. Anton Dominikus wird eine große Freigiebigkeit und ein vorbildlicher Lebenswandel zugeschrieben, es mangelte ihm jedoch das Talent zur Führung und Organisation.
Im Jahr 1728 wurde das Bistum Passau, bisher Suffragan des Erzbistums Salzburg, exemt. Als Kompensation schlug der Salzburger Erzbischof Leopold Anton von Firmian die Ausgliederung Trients aus dem Metropolitanverband des Patriarchats Aquileia und die Angliederung an Salzburg vor. Wolkenstein-Trostburg erteilte seine Zustimmung, der Plan scheiterte jedoch am Widerstand von Domkapitel und Magistrat der Stadt Trient.
Anton Dominikus von Wolkenstein-Trostburg verstarb am 5. April 1730 und wurde im Dom von Trient bestattet.
Der kurpfälzische Kammerherr Peter Anton von Wolkenstein-Trostburg, dem ein Epitaph an der St.-Pankratius-Kirche in Schwetzingen gewidmet ist, war sein Bruder.